# Doopsgezinde kerk (Groningen)
De doopsgezinde kerk in Groningen staat in een zijsteegje van de Oude Boteringestraat. Oorspronkelijk stond hier een houten schuilkerk, verscholen achter een woonhuis. Het huidige kerkgebouw werd gebouwd nadat de Doopsgezinden in de Franse tijd volledige gelijkberechtiging hadden gekregen. De kerk werd ingewijd op 29 oktober 1815.
Het gebouw werd halverwege de negentiende eeuw uitgebreid. Nadat het voorliggende woonhuis was gesloopt werd het zichtbaar vanaf de Oude Boteringestraat. Deze ligging is een goede weergave van het vroegere karakter van een schuilkerk.

## Orgel
In 1816, na de voltooiing van de kerk, werd een orgel geplaatst van de Groninger orgelmaker Johannes Wilhelmus Timpe. Het instrument had 16 registers, verdeeld over Hoofdwerk en Bovenwerk. De orgelmaker Petrus van Oeckelen (die hier vele jaren organist was) vergrootte het orgel met een klein vrij pedaal. In 1928 moderniseerde de Firma Spiering uit Dordrecht het instrument ingrijpend. Van het Timpe-orgel bleven alleen het front met frontpijpen en enige oude registers behouden. Het orgel kreeg kegelladen met een pneumatische tractuur, die in 1941 door dezelfde firma vervangen werd door een elektro-pneumatische tractuur met verplaatsbare speeltafel. Begin jaren 50 werd het orgel buiten gebruik gesteld wegens de slechte staat waarin het instrument verkeerde.
Onder invloed van de Orgelbeweging ging de Deense firma Marcussen & Søn te Aabenraa orgels met mechanische sleepladen bouwen, geïnspireerd op Barokke instrumenten. In 1956-'57 werd in de Nicolaïkerk te Utrecht het eerste grote orgel in Nederland van deze bouwer geplaatst. Het huidige orgel van de Doopsgezinde Kerk staat in diezelfde traditie, en werd door Marcussen in 1961 geplaatst als vervanging van het oude orgel.

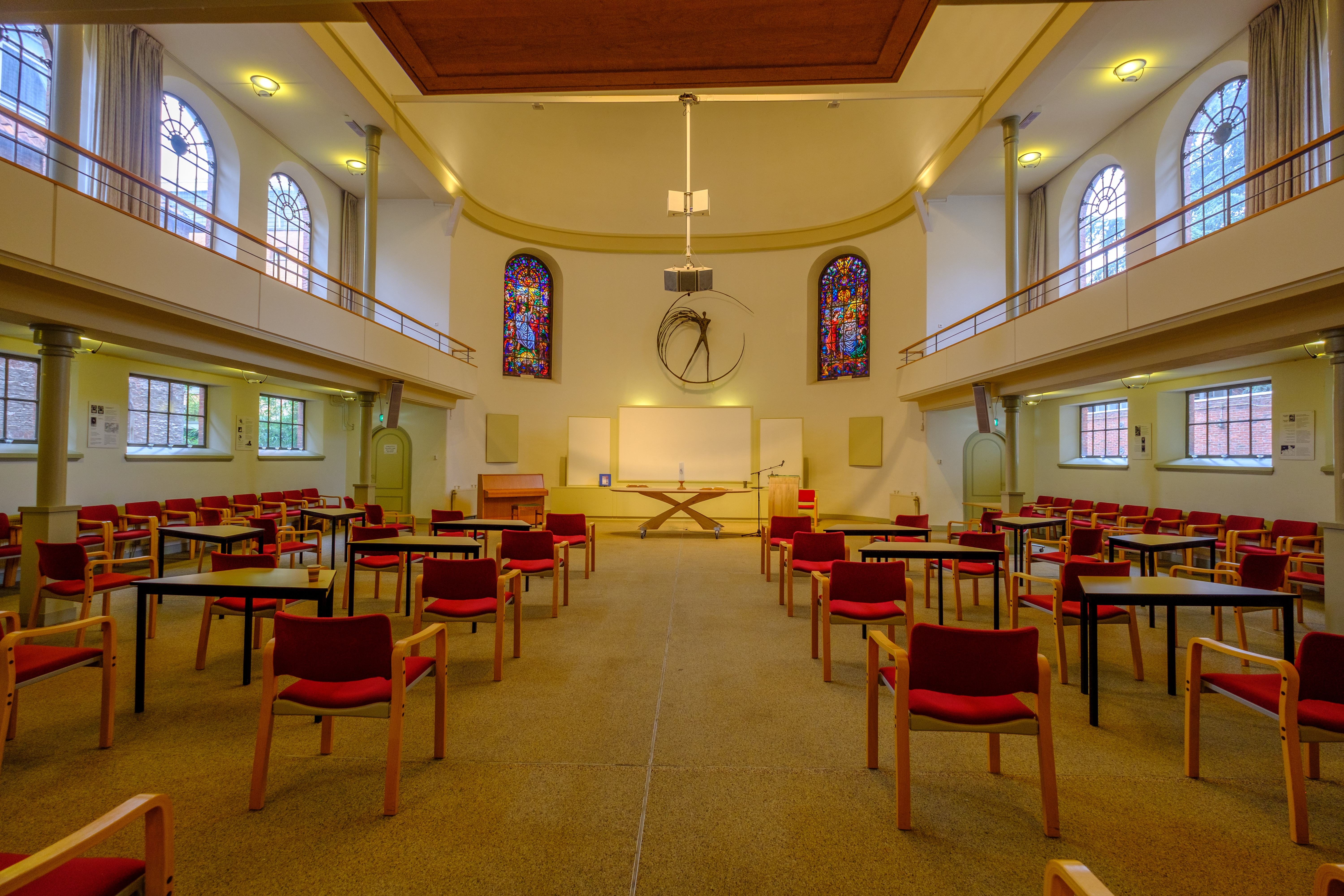
Interieur
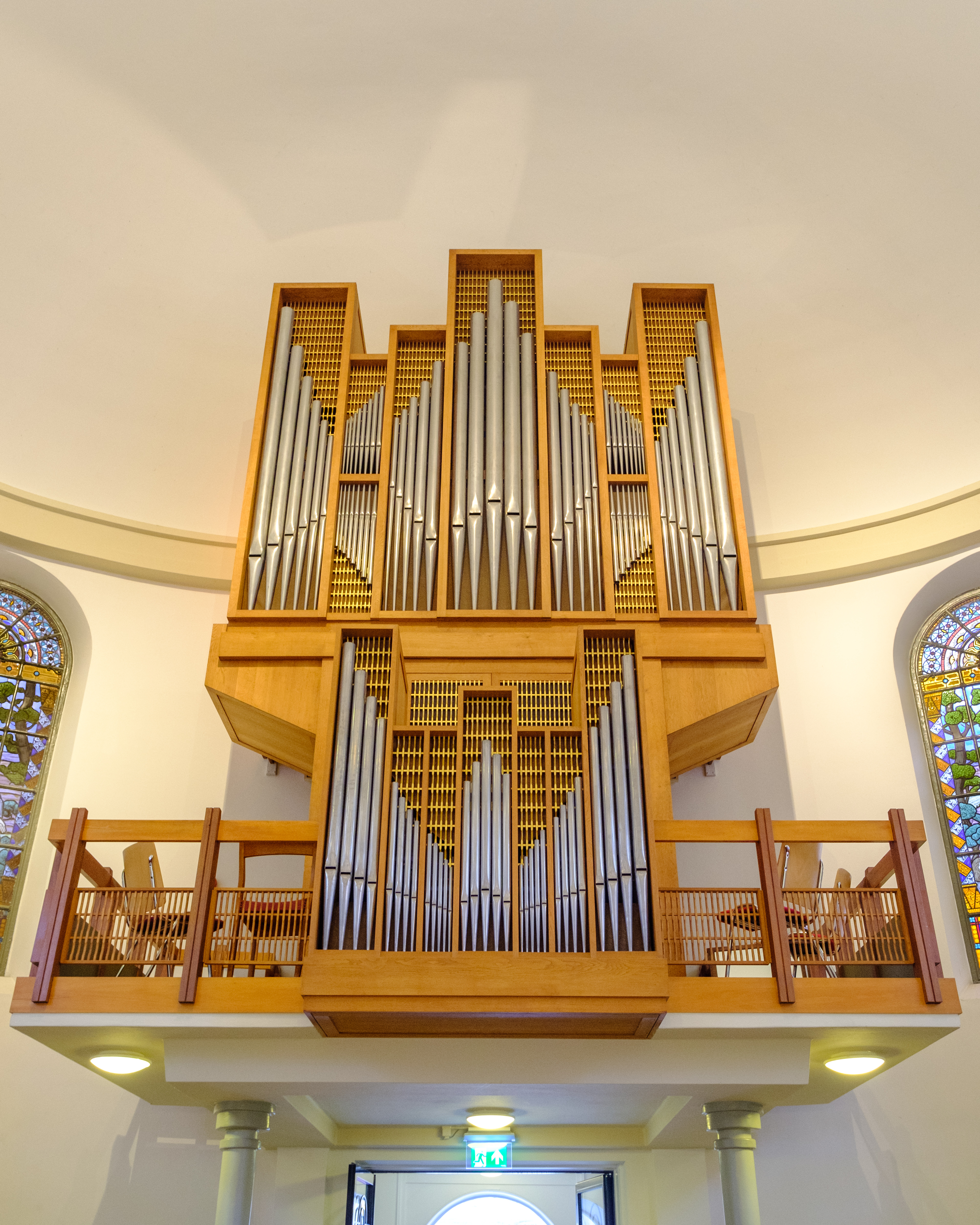
Het orgel van Marcussen & Søn uit 1961
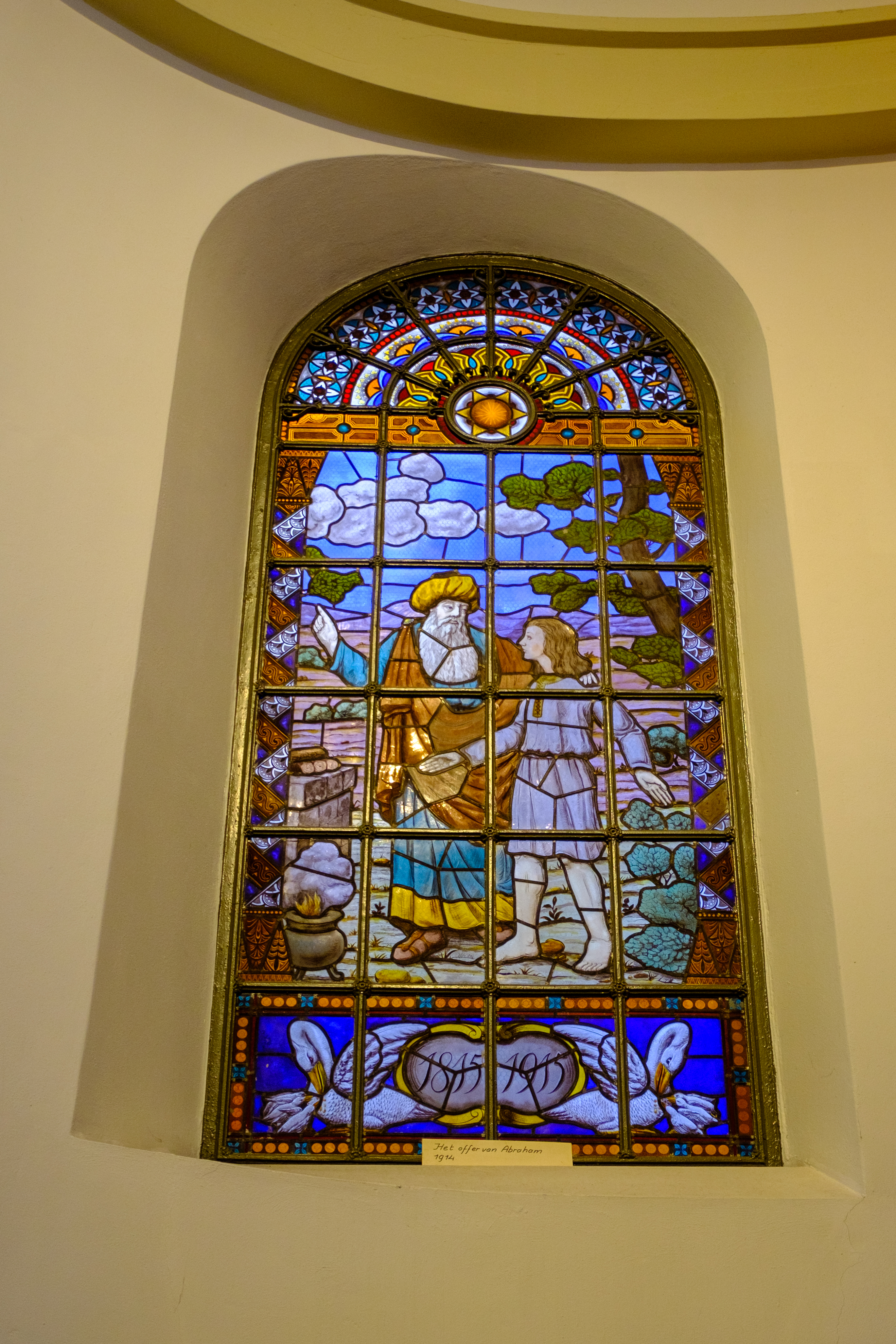
Glas-in-loodraam uit 1915 van de Barmhartige Samaritaan
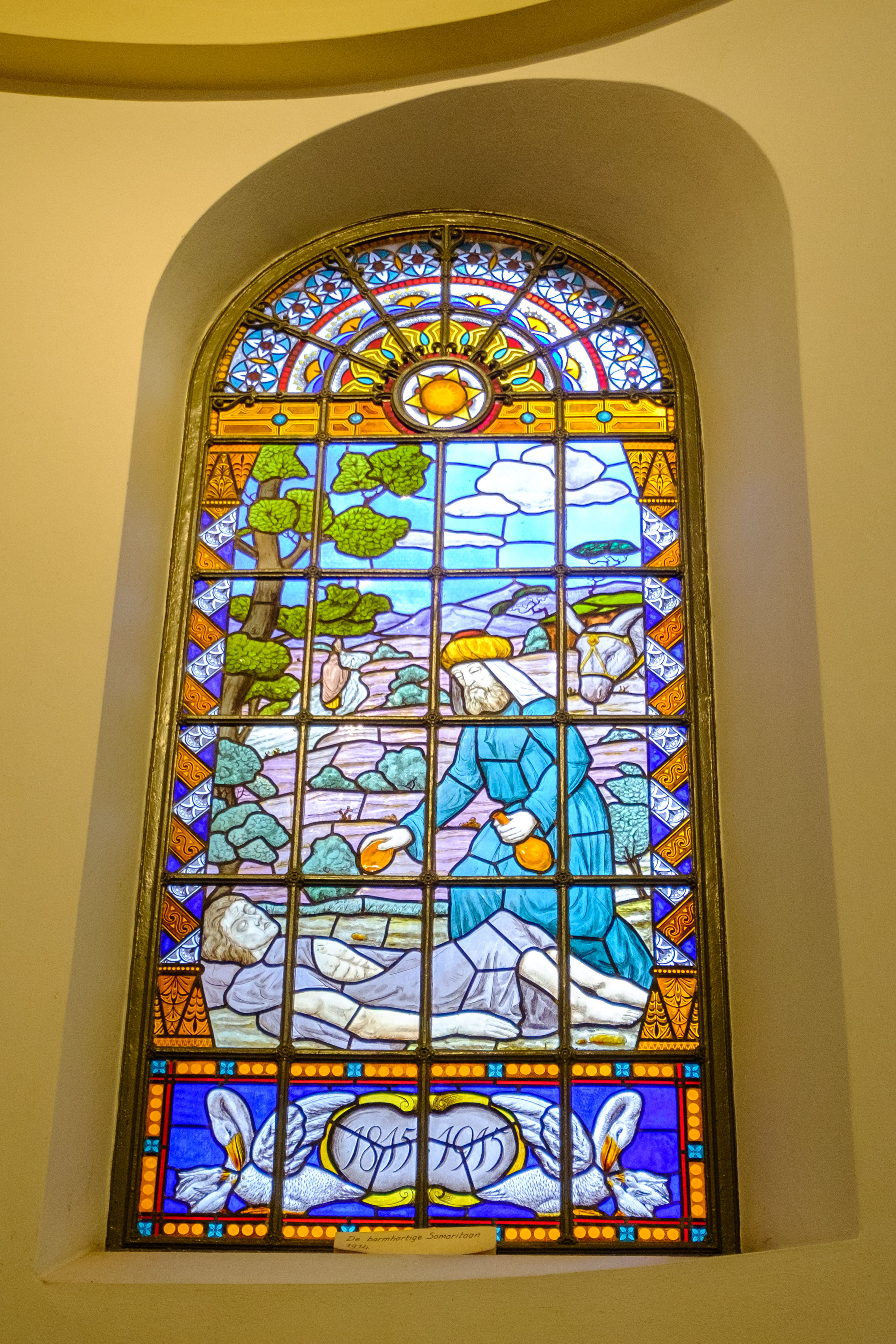
Glas-in-loodraam uit 1915 met Het offer van Abraham